# Aristolochia colombiana
Aristolochia colombiana är en piprankeväxtart som beskrevs av F. Gonzalez. Aristolochia colombiana ingår i släktet piprankor, och familjen piprankeväxter. Inga underarter finns listade i Catalogue of Life.